# Германска асоциация на застрахователите на ядрени реактори
Германската асоциация на застрахователите на ядрени реактори (на немски: Deutsche Kernreaktor-Versicherungsgemeinschaft — DKVG) е застрахователно обединение, основано в Кьолн и занимаващо се със застраховане и презастраховане на немските предприятия в ядрената енергетика.

## История
Първите застрахователни компании в сферата на ядрената индустрия в Европа са създадени в Швеция и Англия през 1955 година. Германската асоциация на застрахователите на ядрени реактори, е основана през 1957 година. В цялата си история тя само веднъж е изплатила обезщетение в размера на днешни 10 000 - 15 000 евро.

## Функции и задачи
Дори при малка вероятност на застрахователно събитие в ядрената индустрия, максималният възможен размер на щетите е много голям. Поради тази причина една застрахователна компания не може да издържи на подобен риск; освен това възможността да се прехвърли риск от ядрена авария на презастраховател е законово забранена в Германия. От 1998 г. Законът за атомната енергия определя максимална застраховка при подобни случаи от около 2,5 милиарда евро. При щети надхвърлящи тази сума, в съответствие с § 34 от Закона за атомната енергия, отговаря федералното правителство. При авария, ако размерът на вредите превишава договорената максимална сума от 255 милиона евро, плаща DKVG. Застрахователните изплащания включват възможните издръжки при евакуация на населението.

## DKVG и АЕЦ Фукушима I
АЕЦ Фукушима I е застрахована за няколко десетки милиона евро в DKVG. Съгласно условията на договора в застраховката не влизат вреди, причинени от земетресения, цунами и вулканични изригвания и затова DKVG няма да изплати затраховка на собственика на АЕЦ Фукушима I за аварията в атомната електроцентрала , .